# 塔尔图莫斯科学派
塔尔图莫斯科学派（Tartu–Moscow Semiotic School）是符号学领域的一个学术流派，于1964年正式成立。为了在语言，文学以及文化领域的学术研究寻找更多的可能性，二十世纪六十年代，在文化符号学奠基人尤里·洛特曼的引导下，塔尔图莫斯科学派由众多学者共同组建而成。其中大部分学者来自前苏联，著名成员比如有鲍里斯·安德烈耶维奇·乌斯宾斯基、尤里·米哈依洛维奇·洛特曼、维亚切斯拉夫·伊万诺夫弗拉基米尔·托波罗夫、亚历山大·皮亚蒂戈尔斯基、以撒·列夫津、米哈伊尔·列昂诺维奇·加斯帕罗夫、尤里·列文等等。事实上塔尔图莫斯科学派是两种文化传统即莫斯科语言学传统与列宁格勒文学理论传统、两种语文思想的结合。莫斯科的学者通常从语言学进入符号学。虽然一些学者如乌斯宾斯基、托波罗夫专门研究过文学，但是语言学立场与语言学兴趣始终居于首位，某种程度上可以说是研究文学理论的语言学家，所以他们以语言学家的眼光看待世界。而塔尔图的代表如洛特曼是文学理论家，也可以说是研究语言学的文学理论家。这种文化立场上的差异起初表现得很明显，但却收到意外的效果——两者互相丰富，并以自己的兴趣感染对方，两者结合为塔尔图莫斯科学派奠定了文化符号学的基础。同时，塔尔图莫斯科学派的成员们与雅各布森、博加特廖夫、米哈依尔·米哈依洛维奇·巴赫金直接交往，进一步丰富了符号学的发展。

## 学派历史
1. 1956年，在计算语言学领域方法的应用研讨会在莫斯科召开。
2. 1956年十二月，机器翻译协会在莫斯科成立。
3. 1958年，第一届全联盟机器翻译会议在莫斯科召开。
4. 1962年，符号系统的结构主义研究座谈会在莫斯科召开
5. 1964年，第一届暑期学校在塔尔图开办，塔尔图莫斯科学派成立，并同年创办符号学系统著作（Sign Systems Studies）期刊，是世界上最早的符号学期刊，现由塔尔图大学出版社出版。
6. 1966年，第二届暑期学校开办，美国学者雅各布森参加。
7. 1968，第三届暑期学校开办
8. 1970，第四届暑期学校开办。

随着二十世纪六十年代开办的暑期学校，塔尔图莫斯科学派逐渐建立。在学派建立的最初十年，总体来说是遵循结构主义的方法，主要研究发展索绪尔的语言学以及对尼古拉·特鲁别茨柯伊、路易·叶尔姆斯列夫的观点作出更多的阐述，同时也涉及对俄罗斯的形式主义和比较语言学，符号学，控制论的研究。在1970年之后，学派的主要带头人比如洛特曼和乌斯宾斯基转而向更理论化和形式化的把历史文化研究当作系统的符号学研究。而在1980年之后，洛特曼提出了符号域的概念，从而使得符号学研究方法变得更加动态化。1990年之后，塔尔图莫斯科流派由塔尔图大学符号学系继承，卡列维·库尔、彼得·特洛普、米哈伊尔·洛特曼等学者主要负责。

## 文化符号学
文化符号学是由塔尔图莫斯科学派在一般符号学领域建立的研究，主要围绕文化自身、文本、模拟系统、语言、符号域等方面。1973年，洛特曼、伊万诺夫、皮亚蒂戈尔斯基、托波罗夫、乌斯宾斯基共同发表了一文本化符号学研究论集，作为文化符号学奠基的宣言书，文化符号学正式诞生，其中主要的代表学者就是尤里·洛特曼。对洛特曼来说，符号学是一门科学，互相交流以及信息和结构的重新加工作为基文本化事实，是文化和社会生活的实质。因此文化符号学的目的是研究文化中流通的符号系统之间的功能性关系。塔尔图莫斯科学派的理论来源融合了索绪尔的结构语言学、俄罗斯形式主义、布拉格语言学派理论以及其他独立文化理论，同时丢弃了俄罗斯形式主义和布拉格中的不合理成分，致力于发展多维度的文学分析。其中洛特曼与乌斯宾斯基对不同的语言进行分类，把语言分成第一性与第二性语言，提出了第二语言模拟交际系统。前者包括自然语言（如英、俄、法语等）、科学语言（如数学、化学语言等）；后者则是指建立在自然语言基础之上的模拟交际系统。
洛特曼认为艺术就是第二性语言，艺术文本就是由这种语言构成的。结合了结构主义与符号学方法促进对不同语言与文化更有创造性的理解，把艺术也看成是像语言一样的交际工具。艺术在作者（信息发出者）与读者或欣赏者（信息接受者）之间充当信息传递者的作用，实现着他们之间的联系。艺术文本自然就是艺术信息的荷载者，它接收着创作者发出的信息，同时又向接受者提供着信息。洛特曼认为，艺术信息意义的决定性因素是艺术文本的结构，就如同人的思维主要取决于人的大脑的物质构造一样。一般说来，艺术信息越复杂，传递它的艺术文本结构也就越复杂。艺术文本结构所转达的艺术信息，要远远大于原初的语言结构所传递的信息量。洛特曼、乌斯宾斯基等理论家不像皮尔士等大多数西方符号学家那样，把注意力放在单独的符号上，去分析符号对意义、对接受者的关系，而是集中探讨作为传达内容的机制的语言，以及这种机制所利用的某种基本的符号系统。根据索绪尔的观点，语言可以被理解为文本的生存器。文本的整体可以被看作是一个具有独立内容的符号。当文本的意义取决于构成该意义的符号意义和语言规则时，文本可以视为是基本符号的连续。由此，塔尔图莫斯科符号学派的理论家们从结构语言学的角度，去寻找和描述各种可能存在的“第二模拟系统”，也就是非自然语言的符号语言系统，第二语言交际系统可以认为是一个元语言的或者元符号的系统。比如，伊凡诺夫和托波罗夫的神话符号体系，扎利兹尼亚克所描述的道路信号的符号语言体系，伊凡诺夫和洛特曼所探讨的电影符号学体系，等等。乌斯宾斯基一方面研究了宗教符号学体系，具体地说，也就是描绘圣画的符号体系和用牌占卜的语言符号体系；另一方面又和洛特曼一起研究了文学语言符号体系。可以见出，塔尔图莫斯科符号学派的理论家们在用语言学的眼光来分析问题时，又在摆脱纯语言学的研究方法。
乌斯宾斯基等莫斯科符号学派的理论家们把文艺学问题置于文化体系中来加以研究。他们认为，文艺学领域的研究中心就是对文学文本与文化关系的研究。因此他们特别注重对文本发生功能的条件的探讨。他们的研究影响到塔尔图符号学派，使得塔尔图符号学派的文艺理论家们也特别重视研究作为文学文本发生器的文学语言，并且对文学文本形成的机制作细致的分析。洛特曼进一步指出，艺术符号学的基本任务就在于阐明艺术文本的结构机制及其与各种其他的意义结构之间的关系。具体地说，就是要探讨艺术语言的结构，艺术文本的意义构成，艺术语言与艺术文本之间的关系，艺术语言和艺术文本与非艺术语言和非艺术文本的语言学类似范畴的共同性和差异性。他反对把文艺作品的思想内容和艺术形式截然分开的批评方法。因为作品的思想内容是通过一定的艺术结构表现出来的，是不可能与这一结构相脱离的。思想与结构的关系其实就如同生命与生命机体的关系，是无法分离开来的。在洛特曼看来，正确的批评方法应该是思想内容与艺术结构的有机统一。艺术文本的结构本身就含有意义，艺术形式的所有成分都是意义成分。艺术结构或艺术形式的改变，会给读者带来不同的意义。乌斯宾斯基等人在从语言学的视角来构建文化符号学的同时，又从文化符号学的角度来考察文学语言和其他文艺学问题。塔尔图莫斯科学派的研究是独具特色的，对文学批评理论的研究作出了积极的贡献。

## 文化符号学的九大论点
在由洛特曼、伊万诺夫、皮亚蒂戈尔斯基、托波罗夫、乌斯宾斯基共同发表的文化符号学研究论集中提及了文化符号学的九大论点：
1. 整体性（所有有关信息的人类活动都认为是一个特定整体）
2. 内部结构等级（文化作为一个有层级的符号系统被超符号的个体包围）
3. 文本是现代符号学最基本的概念（功能与意义、离散与非离散的信息发出者和信息接收者）
4. 文化文本是文化第二语言的文本。文化与文本的关系。
5. 总体潜在文本与既定文本的关系即文本在文本空间中的位置（文本的定义与重构）
6. 文化是有层级的（文化是记忆和信息整体储存的系统；记忆，沟通，多元文化，双语）
7. 翻译（结构、文本、功能的可翻译性；翻译与对等）
8. 等级与同构
9. 多样趋势与统一趋势

第一和第二个论点是关于文化符号学的研究计划，而第三到第九个论点是利用文本阐述关于文化研究的不同思考与观点。很多事物都可以被看作是一个文本，而文化可以看成是一系列文本的组成。

## 符号域
1984年，尤里洛特曼发表了一篇名为On the Semiosphere （页面存档备份，存于）的文章，在这篇文章中洛特曼提出了一个符号域的概念，符号域也成为后来文化符号学的一个核心理论。
符号域是一个符号存在和运作的空间，超出这个符号域，符号活动不能存在，语言也不起作用，符号域优于任何单个的文本或者单独的语言。符号域中所有的元素都是动态的，不停地改变着相互之间的关系，进而影响到文化空间的格局。同一民族的各种文化符号和文化文本存在和活动的空间，构成一个民族文化的符号域。
同时，洛特曼认为符号域有着不匀质性、不对称性和界限性的基本特征。其中不匀质性是符号域最本质的特征。
不匀质性是指充斥于其中的语言性质有差异，这是由语言的多相性和多相功能性决定的。
符号域的不匀质性决定了它构造上的不对称性。最发达、最有组织性、最强势的语言构成符号域的“中心”，结构不够发达、没有组织或组织性不强的语言则构成符号域的“边缘”。符号域的核心结构占据主导地位，通过自我描述完成自我建构的过程。随着符号域“中心”自我描述过程的完成，该文化类型描述的元语言系统也随之形成。这一元语言系统不仅用以描述自身，而且也被用来描述符号域的“边缘”部分。这样，“边缘”部分的某些文化会被认为是“不符合规范的”、“不正确的”以及“不存在的”。一旦符号域获得了严格的组织性，形成确定性和系统性，其“中心”也就失去了多样性、灵活性和动态性，成为阻碍符号域发展的因素而退居“边缘”位置，原来处于“边缘”地带的文化及语言则随着符号域各组成因素关系的改变而上升到“中心”位置。正是这种周而复始的动态交替成为符号域发展的动力。“符号域”概念是洛特曼研究文化语言的构成、文化中各个符号系统的运作机制的核心理论。
符号域的界限具有划分与连接的双重功能。符号域的边界是不同符号域彼此相连的地带，既将不同符号域分开，又将它们联结在一起，仿佛是一个双向的筛子，信息在边界进行交换。边界可防止外部因素向符号域内部渗透，也可在外部因素向符号域渗透时对其进行适当的变形、加工。任何文化模式都有内在界限，这些界限中有一个是主要的，它把该文化模式划分成内、外两个空间。内空间意味着“我们的”、“自己的”、“有序的”，与这个空间相对的外空间则是“他们的”、“别人的”、“混乱的”等。任何一种文化都始于这种划分，这种划分具有普遍性，带有国家的、社会的、民族的和宗教的性质。
符号域也有共时性与历时性两个方面。

## 塔尔图莫斯科学派在中国
符号学这个称呼在国内最初由赵元任先生提出的，但后来由于战争等原因并没有得到重视，直到二十世纪八十年代，国内开始出现一批学者讨论符号学的文章，如胡壮麟《语用学》、岑麒祥《瑞士著名语言学家索绪尔和他的名著〈普通语言学教程〉》、徐志明《索绪尔的语言理论》、徐思益《论索绪尔的语言哲学》等。在八十年代兴起的结构主义使得更多中国学者认识到符号学，同时塔尔图莫斯科学派的观点也进入中国，但是在发展过程中却造成了符号学从属于结构主义的错误印象，并把符号学当成是文学理论批评的理论，所以在实际发展过程中出现了偏差。同时因为国内对符号学的研究过于宽泛，专业刊物的缺少以及学校科系设置不明确等问题，导致符号学在中国的发展虽然话题度很高，但深度有限，对塔尔图莫斯科学派的了解也不够全面。不过因为近年来中国学者及一些出版社致力于符号学书籍的出版，其中有关于塔尔图莫斯科学派的书籍也被大量翻译，所以塔尔图莫斯科学派在中国的发展未来可期。